# Cordulegaster vanbrinkae
Cordulegaster vanbrinkae is een echte libel uit de familie van de bronlibellen (Cordulegastridae).
De soort staat op de Rode Lijst van de IUCN als onzeker, beoordelingsjaar 2006.
De wetenschappelijke naam van de soort werd met de spelling 'vanbrinki' in 1993 gepubliceerd door H. Lohmann. De soort werd vernoemd naar Janny Margaretha van Brink. De spelling moest daarom gecorrigeerd worden tot 'vanbrinkae' (vrouwelijke uitgang in de genetief).